# Tom Rob Smith
Tom Rob Smith (1979) és un escriptor i guionista anglès, fill de mare sueca i pare anglès. Va néixer i es va criar a Londres.
Es va llicenciar en Literatura Anglesa al St. John's College de la Universitat de Cambridge i, gràcies a una beca Harper, va marxar a Pavia (Itàlia), per estudiar Escriptura Creativa. Al seu torn, va començar a treballar com a guionista de sèries per a televisió.
"Nen 44" és la seva primera novel·la i va ser considerat l'autor revelació de l'any 2008. Va ser guardonat amb el premi Ian Fleming Steel Dagger a la millor Novel·la de suspens de l'any per la Crime Writers' Association. Els drets per portar-la al cinema han estat adquirits per Ridley Scott. Després ha publicat "El discurs secret" (The secret speech, 2009) i "Agent 6" (2011).